# René Depestre
René Depestre (* 29. srpna 1926) je haitský spisovatel a někdejší komunistický aktivista.
Narodil se v Jacmelu, po smrti svého otce (1936) opustil matku a sourozence a žil u babičky. Docházel na školu v Port-au-Prince a svou první sbírku básní Étincelles vydal v roce 1945, ve svých devatenácti letech. Účastnil se studentských odbojů, načež odešel do Evropy a v letech 1946 až 1950 studoval na Pařížské univerzitě. Z Francie byl nakonec vyhoštěn, odešel do Prahy a v roce 1952 se na pozvání Nicoláse Guilléna usadil na Kubě. I odtud byl následně Batistovým režimem vyhoštěn, opět mu nebyl povolen vstup do Francie, místo toho odešel do Rakouska a následně do Jižní Ameriky (Chile, Argentina, Brazílie). V roce 1956 odešel do Paříže, kde se stýkal s dalšími haitskými přistěhovalci, včetně Jacquesa Stephena Alexise, dalšího komunistického autora. Zanedlouho se vrátil na Haiti, ale po problémech s režimem v roce 1959 odešel na pozvání od Che Guevary na Kubu, kde v následujících letech spolupracoval s castrovským režimem. Na Kubě žil až do sedmdesátých let, kdy se natrvalo usadil ve Francii. V roce 1979 vydal v nakladatelství Gallimard svůj první román Le Mât de cocagne. Úspěchy slavil s románem Hadriana dans tous mes rêves (1988), za který jako první Haiťan získal Renaudotovu cenu.
Jeho první manželkou byla Edith Sorel, Židovka maďarského původu. Druhá manželka Nelly Campano pochází z Kuby.
V češtině mu vyšly dvě knihy, sbírka povídek Chvalozpěv na ženu-zahradu (Alléluia pour une femme-jardin, 1981; č. 2001) s doslovem Milana Kundery a román Jako o závod (Le mât de cocagne, 1979; č. 2002), obě v překladu Richarda Podaného.